# Портрет Василия Васильевича Орлова-Денисова
«Портрет Василия Васильевича Орлова-Денисова» — картина Джорджа Доу и его мастерской, из Военной галереи Зимнего дворца, с увеличенным авторским вариантом из Третьяковской галереи.
Картина представляет собой погрудный портрет генерал-лейтенанта графа Василия Васильевича Орлова-Денисова из состава Военной галереи Зимнего дворца.
К началу Отечественной войны 1812 года генерал-майор граф Орлов-Денисов был генерал-адъютантом, командиром лейб-гвардии Казачьего полка и гвардейской кавалерийской бригадой. Отличился в сражениях под Свенцянами, под Витебском был контужен, но остался в строю. В сражении на Валутиной горе командовал 1-м резервным кавалерийским корпусом, далее отличился в Тарутинском бою и под Ляховом, где захватил в плен наполеоновского генерала Ожеро. В Заграничных походах 1813 и 1814 годов состоял при императоре Александре I и командовал конвоем императора и охраной Главной квартиры русской армии, отличился в сражении при Бауцене, за Кульмский бой был произведён в генерал-лейтенанты, блестяще проявил себя в Битве народов под Лейпцигом и в сражении при Ханау.
Изображён в генеральском мундире лейб-гвардии Казачьего полка, введённом в 1815 году, на эполетах вензель императора Александра I, через плечо переброшена лядуночная перевязь. Слева на груди генерал-адъютантский аксельбант и звезда ордена Св. Анны 1-й степени; на шее кресты орденов Св. Георгия 3-го класса, Св. Владимира 2-й степени и прусского ордена Пур ле мерит; справа на груди серебряная медаль «В память Отечественной войны 1812 года» на Андреевской ленте, бронзовая дворянская медаль «В память Отечественной войны 1812 года» на Владимирской ленте, кресты французского ордена Св. Людовика, австрийского Военного ордена Марии Терезии и баварского Военного ордена Максимилиана Иосифа, а также звезда ордена Св. Владимира 2-й степени. В руке держит генеральский кивер с белым султаном лейб-гвардии Казачьего полка. С тыльной стороны картины надписи: Orloff-Denitsov и Geo Dawe RA pinxt. Подпись на раме: Графъ В. В. Орловъ-Денисовъ, Ген. Лейтенантъ.
Несмотря на то, что 7 августа 1820 года Комитетом Главного штаба по аттестации граф Орлов-Денисов был включён в список «генералов, заслуживающих быть написанными в галерею», фактическое решение о написании его портрета состоялось ранее этой даты — уже 17 декабря 1819 года Доу получил аванс за эту работу, оставшаяся часть гонорара была ему выплачена 12 ноября 1821 года. Готовый портрет поступил в Эрмитаж 7 сентября 1825 года.
В 1824 году Лондоне фирмой Messrs Colnaghi по заказу петербургского книготорговца С. Флорана с галерейного портрета была сделана датированная 1 мая гравюра Г. Доу. Отпечаток этой гравюры также имеется в собрании Эрмитажа (бумага, меццо-тинто, 57 × 42 см, инвентарный № ЭРГ-287). Эта гравюра позволяет считать, что галерейный портрет был выполнен в период с конца 1819 года по начало 1824 года.
В собрании Государственной Третьяковской галереи имеется другой вариант портрета Орлова-Денисова работы Д. Доу. Он полностью соответствует по композиции портрету из Военной галереи, только портретируемый изображён в поколенном виде, кивер показан полностью и рукой он опирается на саблю (холст, масло, 114 × 89 см, инвентарный № 24715. Этот портрет датируется 1820-ми годами, и, вероятно, создан позже варианта из Эрмитажа. Специалисты Третьяковской галереи отмечают отличие живописной манеры в написании лица, обмундирования и наград от эрмитажного варианта и предполагают, что портрет был написан Доу при значительном участии его подмастерьев. В 1823 году в Лондоне фирмой Messrs Colnaghi по заказу петербургского книготорговца С. Флорана с этого варианта портрета была сделана датированная 1 мая гравюра Г. Доу. Отпечаток этой гравюры также имеется в собрании Эрмитажа (бумага, меццо-тинто, 71 × 56,5 см, инвентарный № ЭРГ-26124). Хранитель британской живописи в Эрмитаже Е. П. Ренне считает, что портрет из Военной галереи является вариантом-повторением работы из Третьяковской галереи.
В 1840-е годы в мастерской И. П. Песоцкого по рисунку И. А. Клюквина с портрета была сделана литография, опубликованная в книге «Император Александр I и его сподвижники» и впоследствии неоднократно репродуцированная.

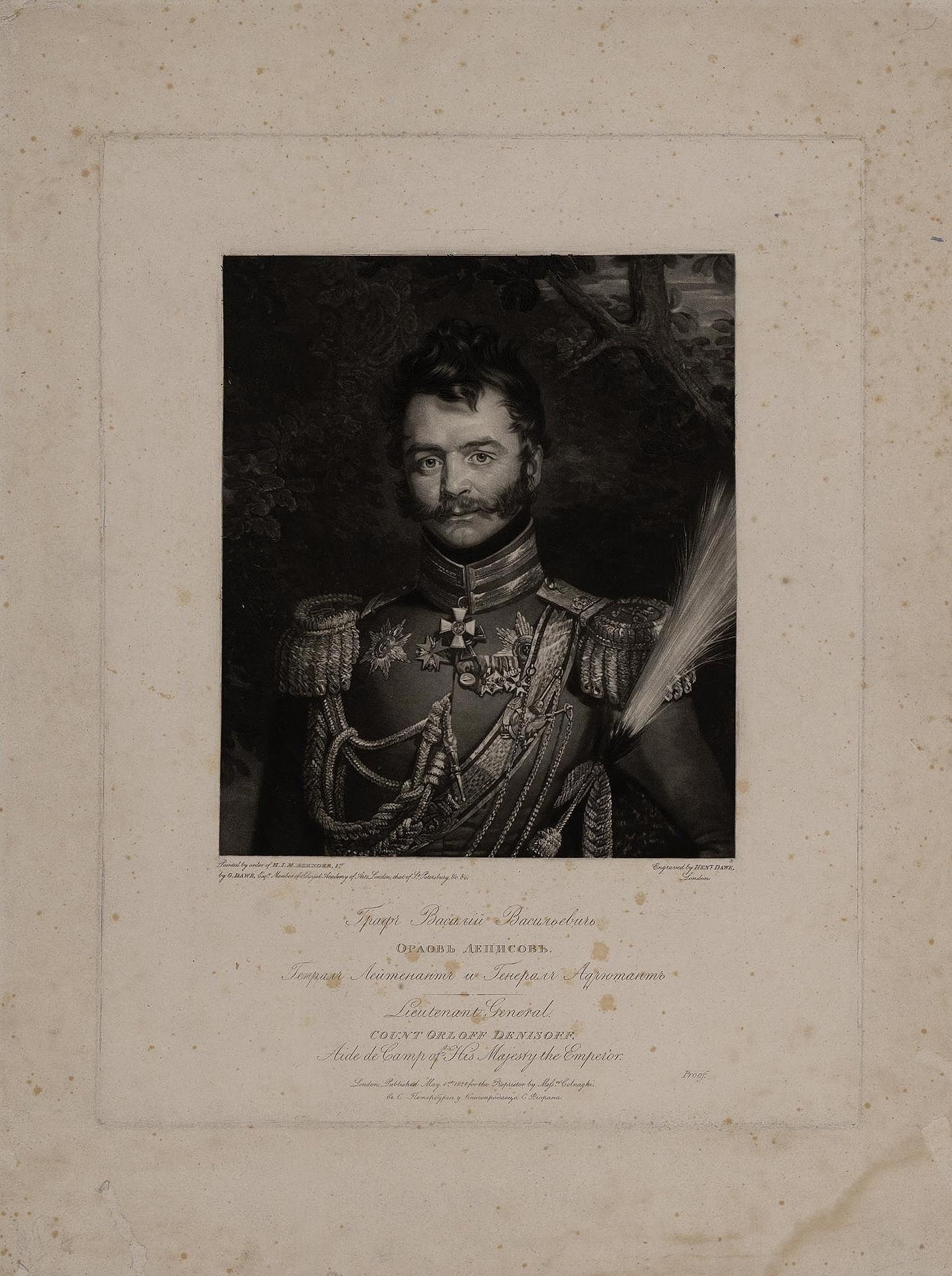
Гравюра Г. Доу с варианта портрета из Военной галереи
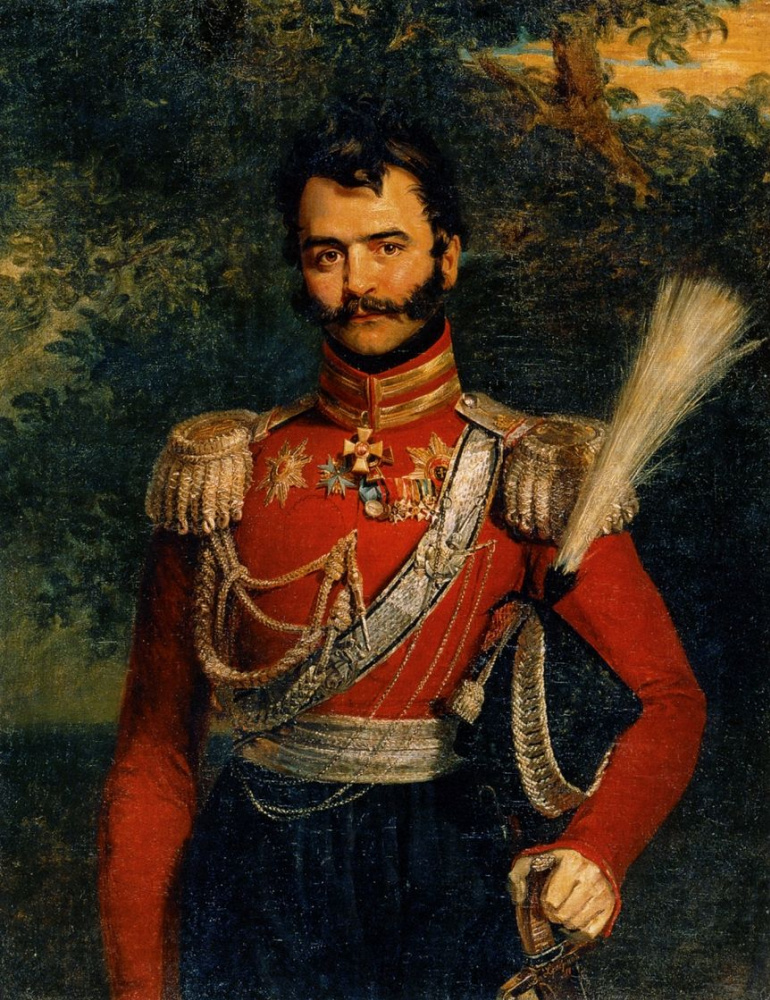
Вариант портрета из Третьяковской галереи
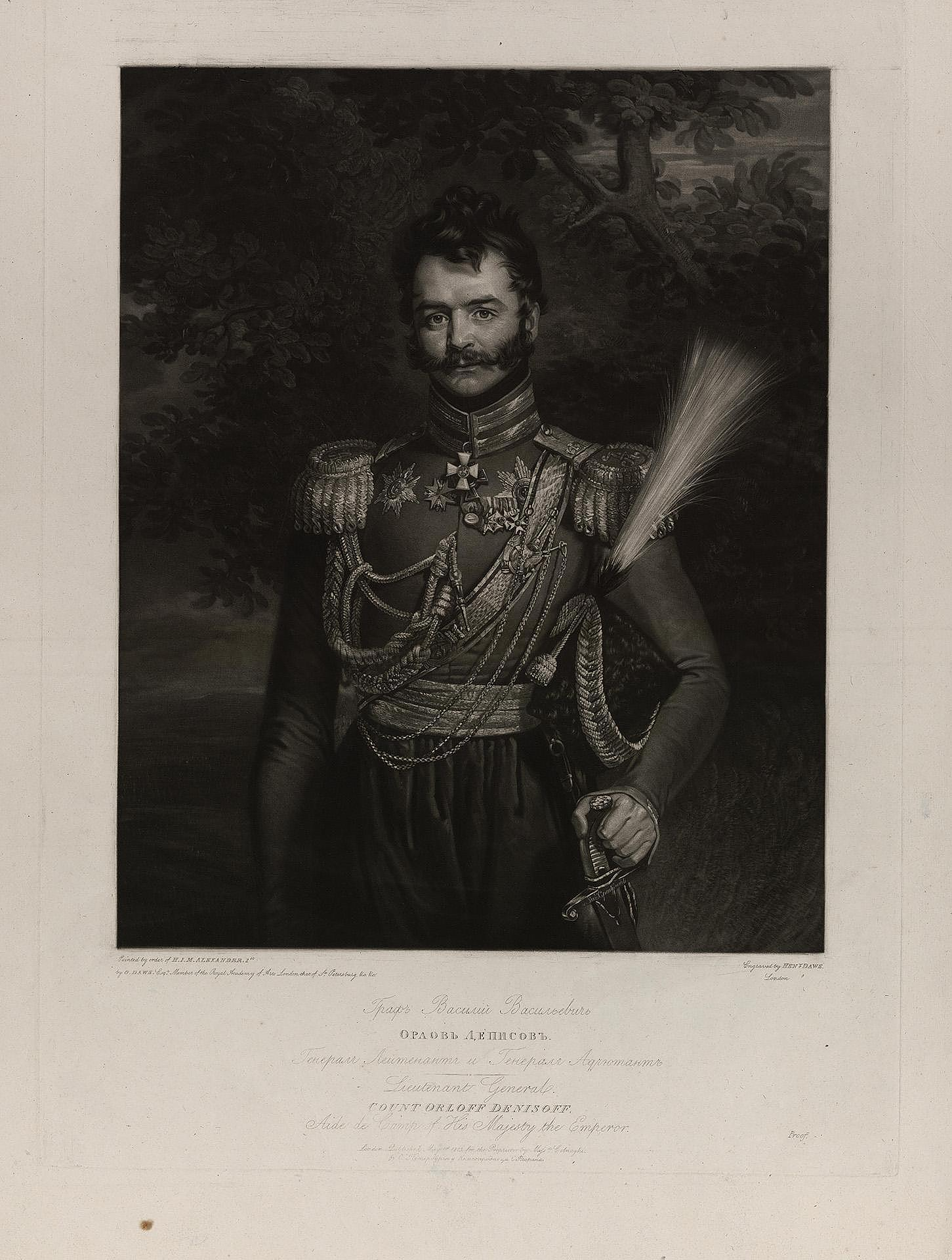
Гравюра Г. Доу с варианта портрета из Третьяковской галереи